# Metamimas australasiae
Metamimas australasiae is een vlinder uit de familie van de pijlstaarten (Sphingidae). De wetenschappelijke naam van de soort is voor het eerst geldig gepubliceerd in 1805 door Edward Donovan.